# 7月7日 (旧暦)
旧暦7月7日（きゅうれきしちがつなのか）は旧暦7月の7日目である。六曜は先勝である。

## できごと
- 天平6年（ユリウス暦734年8月10日） - 聖武天皇が宮中の相撲節会を観る。最古の相撲節会の記録
- 天応元年（ユリウス暦781年8月1日） - 富士山の最古の噴火
- 慶長14年（グレゴリオ暦1609年8月6日） - 徳川家康が薩摩藩主・島津家久に琉球所管を認可
- 元和元年（グレゴリオ暦1615年8月30日） - 江戸幕府が武家諸法度を発布
- 文政6年（グレゴリオ暦1823年8月12日） - シーボルトがオランダ商館の医師として長崎・出島に着任
- 安政5年（グレゴリオ暦1858年8月15日） - 江戸幕府が将軍継嗣問題で井伊大老と対立した徳川斉昭らに謹慎命令

## 誕生日
- 天保11年（グレゴリオ暦1840年8月4日） - 石井忠亮、政府高官（+ 1901年）
- 弘化元年（グレゴリオ暦1844年8月20日） - 陸奥宗光、外相・農商務相（+ 1897年）
- 嘉永2年（グレゴリオ暦1849年8月24日） - 河野広中、政治家。第6代衆議院議長（+ 1923年）
- 安政4年（グレゴリオ暦1857年8月26日） - 麻生太吉、政治家（+ 1933年）

## 忌日
- 天長元年（ユリウス暦824年8月5日） - 平城天皇、51代天皇（* 774年）
- 大治4年（ユリウス暦1129年7月24日） - 白河天皇、72代天皇（* 1053年）
- 貞治3年/正平19年（ユリウス暦1364年8月5日） - 光厳天皇、北朝初代天皇（* 1313年）
- 嘉永11年（グレゴリオ暦1634年7月31日） - 森忠政、初代津山藩主（* 1570年）
- 延宝2年（グレゴリオ暦1674年8月8日） - 前田利次、初代富山藩主（* 1617年）

## 記念日・年中行事
- 七夕